# Agdangan
Agdangan is een gemeente in de Filipijnse provincie Quezon op het eiland Luzon. Bij de laatste census in 2010 telde de gemeente bijna 12 duizend inwoners.

## Geografie

### Bestuurlijke indeling
Agdangan is onderverdeeld in de volgende 12 barangays:
| - Binagbag - Dayap - Ibabang Kinagunan - Ilayang Kinagunan - Kanlurang Calutan - Kanlurang Maligaya | - Poblacion I - Poblacion II - Salvacion - Silangang Calutan - Silangang Maligaya - Sildora |

## Demografie
Agdangan had bij de census van 2010 een inwoneraantal van 11.567 mensen. Dit waren 403 mensen (3,6%) meer dan bij de vorige census van 2007. Ten opzichte van de census van 2000 was het aantal inwoners gegroeid met 1.621 mensen (16,3%). De gemiddelde jaarlijkse groei in die periode kwam daarmee uit op 1,52%, hetgeen lager was dan het landelijk jaarlijks gemiddelde over deze periode (1,90%).

De bevolkingsdichtheid van Agdangan was ten tijde van de laatste census, met 11.567 inwoners op 31,54 km², 366,7 mensen per km².